# Druidzi (film)
Druidzi (fr. Vercingétorix: La légende du druide roi) – francusko-kanadyjsko-belgijski film historyczny z 2001 roku w reżyserii Jacques'a Dorfmanna. Fabuła opowiada o losach legendarnego galijskiego przywódcy Wercyngetoryksa i jego konflikcie z rzymskimi legionami dowodzonymi przez Juliusza Cezara w 60 roku p.n.e..

## Obsada
- Christopher Lambert – Wercyngetoryks
- Klaus Maria Brandauer – Juliusz Cezar
- Max von Sydow – Guttuart
- Ines Sastre – Epona
- Denis Charvet – Cassivelaun
- Bernard-Pierre Donnadieu – Dumnorix
- Maria Kavardjikova – Rhia[2]

## Produkcja
Zdjęcia kręcono w Bułgarii (Bełogradczik).